# Anton Peter Khoraiche

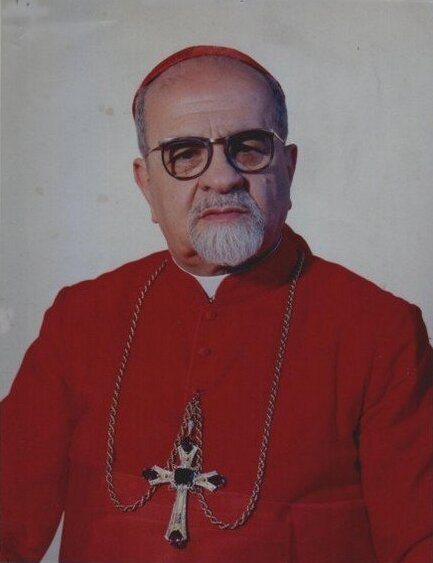
Patriarch Anton Peter Kardinal Khoraiche (nach 1982)

Anton Peter Kardinal Khoraiche, auch Antonius Koraiche und Antoine-Pierre Koreiche, (* 20. September 1907 in Ain Ebel, Libanon; † 19. August 1994 in Bkerke, Libanon) war Maronitischer Patriarch von Antiochien und des ganzen Orients. Sein Wahlspruch lautete: “Gloria Libani data est ei” (Jes 35,2 , deutsch: „Die Herrlichkeit des Libanon wurde ihr gegeben“).

## Leben
Anton Peter Khoraiche wuchs in seinem Geburtsort Ain Ebel, einem kleinen Dorf im Südlibanon auf. Er war ein sehr fleißiger, begabter und frommer Schüler auf der örtlichen Grundschule. Bereits im Alter von 13 Jahren begann er an der Päpstlichen Universität Urbaniana in Rom ein philosophisches und theologisches Studium. Mit 16 Jahren promovierte er in Philosophie und wechselte nach Beirut an die Université Saint-Joseph, hier begann er mit einem nachträglichen Theologiestudium. Khoraiche empfing am 12. April 1930 die Priesterweihe. Nach der Priesterweihe unterrichtete er an einer katholischen Schule in Tyros. Von 1930 bis 1940 war er auch ein Mitarbeiter der Université La Sagesse in Beirut, es folgten die Ämter als Patriarchalvikar von Palästina und Präsident des maronitischen Gerichtes im Heiligen Land. Er wurde zum Generalvikar der Erzeparchie Tyros der Maroniten berufen und versah seine Tätigkeiten dort von 1940 bis 1950.

## Bischof
Am 25. April 1950 erfolgte die Ernennung zum Weihbischof in Sidon (Maroniten) unter gleichzeitiger Ernennung zum Titularbischof von Tarsus dei Maroniti. Patriarch Antonius I. Arida spendete ihm am 15. Oktober 1950 die Bischofsweihe, Mitkonsekratoren waren die Erzbischöfe Ignace Ziadé und François Ayoub. Von 1955 bis 1957 war er Apostolischer Administrator für die Eparchie Sidon. Das Amt des Bischofs von Sidon wurde ihm am 25. November 1957 übertragen. Er war zwischen 1962 und 1965 Teilnehmer an allen vier Sitzungsperioden des Zweiten Vatikanischen Konzils.

## Patriarch und Kardinal
Die maronitische Bischofssynode (mit einer Bischofskonferenz vergleichbar) wählte ihn am 3. Februar 1975 zum Maronitischen Patriarchen von Antiochien und des ganzen Orients als Nachfolger von Paul II. Meouchi, die Wahl wurde am 15. Februar 1975 vom Heiligen Stuhl bestätigt. Als Patriarch führte er den Namen Antonius II. Khoraiche. Er war gleichzeitig Vorsitzender der Bischofssynode der Maronitisch-Syrischen Kirche von Antiochien und bis 1985 Präsident der Versammlung der Patriarchen und Bischöfe des Libanons. Papst Johannes Paul II. erhob ihn am 2. Februar 1983 zum zweiten Kardinal in der Maronitischen Kirche und gab auch seine Zustimmung zum altersgemäßen Rücktritt zum 3. April 1986. Bis zu seinem Tod am 19. August 1994 versah er das Amt als emeritierter Patriarch.

## Konsekrationen
Während seines Patriarchates nahm er folgende Bischofsweihen vor:
- Roland Aboujaoudé zum Titularbischof von Arca in Phoenicia dei Maroniti (Weihbischof im Maronitischen Patriarchat von Antiochien),
- Ibrahim Hélou zum Bischof von Sidon,
- Antoine Joubeir zum Titularerzbischof von Apamea in Syria dei Maroniti (Weihbischof in Tripoli)
- Georges Abi-Saber OLM zum Bischof von Latakia in Syrien
- Georges Skandar zum Bischof von Zahlé
- Paul Fouad Naïm Tabet zum Titularerzbischof von Sinna (Apostolischer Nuntius)
- John George Chedid zum Titularbischof von Callinicum dei Maroniti als Weihbischof in Brooklyn in den Vereinigten Staaten
- Elias Shaheen (Chahine) zum Bischof von Montréal in Kanada
- Émile Eid zum Titularbischof von Sarepta dei Maroniti (Kurienbischof in Rom)
- bei João Chedid OMM assistierte er als Mitkonsekrator zum Titularbischof von Arca in Phoenicia dei Maroniti (Weihbischof in Brasilien)